# دوري الأمم الأوروبية
دوري الأمم الأوروبية (بالإنجليزية: UEFA Nations League) هي مسابقة كرة قدم دولية ودية
، تشارك فيها المنتخبات الوطنية الأعضاء في الاتحاد الأوروبي، وقد أعلن الاتحاد أن هذه البطولة ستكون فقط لمنتخبات الفرق الأولى رجال. البطولة الأولى بدأت في سبتمبر 2018، بعد نهائيات كأس العالم لكرة القدم 2018 التي إقيمت في روسيا، وتوج المنتخب البرتغالي بأول نسخة من البطولة في 9 يونيو 2019 بعد فوزه في النهائي على المنتخب الهولندي. تلعب المنافسة في الأوقات التي خصصت سابقاً للمباريات الدولية الودية التي كانت تُلعب سابقاً في فترات ما كانت يسمى سابقاً بأسبوع الفيفا.

## الاعتماد
في أكتوبر 2013، أكد رئيس اتحاد النرويج لكرة القدم يانغف هالن أن هناك محادثات قد عقدت لإنشاء بطولة جديدة للمنتخبات الوطنية الأعضاء في الاتحاد الأوروبي، لكنه قال أن هذه البطولة لا زالت في مرحلة التفكير والتشاور.
في مارس 2014، ذكر الأمين العام للاتحاد الأوروبي آنذاك جياني إنفانتينو أن واحدة من فوائد هذا الاقتراح يتمثل في مساعدة الاتحادات الوطنية الاوربية الصغيرة على ترتيب مباريات مع فرق أوروبا الكبار مما يعود عليها بالفائدة ماديا ومعنويا لتطوير اللعبة داخل بلدان هذه الاتحادات.
وفي مؤتمر الاتحاد الأوروبي العادي الثامن والثلاثون في أستانة الذي أُقيم يوم 27 مارس 2014 اتفقت الاتحدات الاوربية الوطنية الـ 54 على إقامة البطولة وكشف اليويفا عن خطة مبدئية لتنظيم البطولة. ثم في 4 ديسمبر 2014 تم الإعلان رسميا عن هذه البطولة وعن تفاصيل تنظيمها

## الشكل
المنتخبات الـ55 (باحتساب كوسوفو المُنْضَم إلى الاتحاد) سيتم تقسيمهم حسب تصنيف الويفا للمنتخبات إلى 4 مستويات سميت «بالدوريات»، 12 منتخب في المستوى الأول و12 في المستوى الثاني و15 في المستوى الثالث و16 في المستوى الرابع. منتخبات المستوى الأول هي التي ستتنافس على اللقب، فيما سيمنح دوري الأمم الأوروبية 4 مقاعد مؤهلة إلى بطولة أمم أوروبا.
البطولة التي تشبه بشكلها ونظامها منافسات الأندية لاعتمادها على نظام الهبوط والصعود خلال مرحلة المجموعات قبل الدخول في مرحلة خروج المغلوب، ستُنظّم كل عامين وتحل مكان المباريات الودية وترتبط نتائجها بالتأهل إلى نهائيات بطولة أمم أوروبا.

### المستوى الأول
يتم تقسيم المنتخبات الـ16 المُشارِكة في المستوى الأول إلى 4 مجموعات من 4 منتخبات، تلعب فيما بينها مباريات حسب دورة روبن مزدوجة من ذهاب وإياب، تتأهل المنتخبات الأربعة المتصدرة لمجموعاتها إلى نصف النهائي، ثم النهائي لتحديد بطل النسخة. فيما تسقط المنتخبات الأربعة المتذيلة لترتيب مجموعاتها إلى المستوى الثاني.

### المستوى الثاني
يتم تقسيم المنتخبات 12 المُشارِكة في المستوى الثاني إلى 4 مجموعات من 3 منتخبات، تلعب فيما بينها مباريات حسب دورة روبن مزدوجة من ذهاب وإياب، تتأهل المنتخبات الأربعة المتصدرة لمجموعاتها إلى المستوى الأول. فيما تسقط المنتخبات الأربعة المتذيلة لترتيب مجموعاتها إلى المستوى الثالث.

### المستوى الثالث
يتم تقسيم المنتخبات الـ16 المُشارِكة في المستوى الثالث إلى 4 مجموعات، المجموعة الأولى من 3 منتخبات والمجموعات الأخرى من 4 منتخبات، تلعب فيما بينها مباريات حسب دورة روبن مزدوجة من ذهاب وإياب، تتأهل المنتخبات الأربعة المتصدرة لمجموعاتها إلى المستوى الثاني، فيما تسقط المنتخبات الأربعة المتذيلة لترتيب مجموعاتها، بالإضافة إلى صاحب أسوء مركز ثالث إلى المستوى الرابع.

### المستوى الرابع
يتم تقسيم المنتخبات الـ7 المُشارِكة في المستوى الرابع إلى 2 مجموعات مجموعة من 4 منتخبات ومجموعة من ثلاث منتخبات، تلعب فيما بينها مباريات حسب دورة روبن مزدوجة من ذهاب وإياب، تتأهل المنتخبات المتصدرة لمجموعاتها إلى المستوى الثالث.

## المواسم
في كل موسم لدوري الأمم الأوروبية ستقام من سبتمبر إلى نوفمبر من السنة الزوجية (مرحلة المجموعات)، ويونيو من السنة الوترية التالية (المراحل النهائية)، معنى هذا انه سيتم تتويج بطل دوري الأمم الأوربية كل سنتين.

## المرحلةالنهائية
وتقام المرحلة النهائية المكونة من مباراتي نصف النهائي والمباراة النهائية. حيث ستكون المنافسة محصورة بين الفائزين في المجموعات الأربعة للمستوى الأول.
وسيجمع كلا نصف النهائي (بنظام مباراة واحدة) بين منتخبين حاصلين على المركز الأول كل في مجموعته (تقام القرعة بعد انتهاء دور المجموعات)، يتأهل بعدها الفائزين إلى المباراة النهائية، فيما يلعب الخاسرين على المركز الثالث.
وسيقام نصف النهائي الأول، يليه الثاني في اليوم التالي، وتقام المباراة النهائية ومباراة تحديد المركزين الثالث والرابع، علماً ان بلد الاستضافة سيعلن عنه خلال القرعة على أن يكون أحد المنتخبات المتأهلة إلى المرحلة النهائية. وقد حدد الاتحاد الأوروبي لكرة القدم في شروطه أن تقام المباريات على ملعبين يتسع كل منهما لـ30 ألف متفرج بالحد الأدنى، وانه من المفضل أن يكونا في مدينة واحدة أو أن لا يبتعدا عن بعضهما ما يزيد عن 150 كلم.

## سجل الأبطال

### حسب المواسم
| الموسم         | المستضيف |            | النهائي    | النهائي               | النهائي       |                       | مباراة فاصلة للمركز الثالث | مباراة فاصلة للمركز الثالث | مباراة فاصلة للمركز الثالث |
| الموسم         | المستضيف | الفائز     | النتيجة    | الوصيف                | المركز الثالث | النتيجة               | المركز الرابع              |                            |                            |
| -------------- | -------- | ---------- | ---------- | --------------------- | ------------- | --------------------- | -------------------------- | -------------------------- | -------------------------- |
| 2018–19 تفاصيل | البرتغال | · البرتغال | 1–0        | · هولندا              | · إنجلترا     | 0–0 (ب.و.إ.) (6–5 ج.) | · سويسرا                   |                            |                            |
| 2020–21 تفاصيل | إيطاليا  |            | · فرنسا    | 2–1                   | · إسبانيا     |                       | · إيطاليا                  | 2–1                        | · بلجيكا                   |
| 2022-23 تفاصيل | هولندا   |            | · إسبانيا  | 0–0 (ب.و.إ.) (5-4 ج.) | · كرواتيا     |                       | · إيطاليا                  | 3–2                        | · هولندا                   |
| 2024-25 تفاصيل | ألمانيا  |            | · البرتغال | 2–2 (ب.و.إ.) (5-3 ج.) | · إسبانيا     |                       | · فرنسا                    | 2–0                        | · ألمانيا                  |

### حسب المنتخبات
مفتاح
- * تشير لاستضافة تهائيات البطولة.

| المنتخب  | البطل           | الوصيف         | المركز الثالث  | المركز الرابع |
| -------- | --------------- | -------------- | -------------- | ------------- |
| البرتغال | 2 (2019*، 2025) | -              | -              | -             |
| إسبانيا  | 1 (2023)        | 2 (2021، 2025) | -              | -             |
| فرنسا    | 1 (2021)        | -              | 1 (2025)       | -             |
| هولندا   | -               | 1 (2019)       | -              | 1 (2023*)     |
| كرواتيا  | -               | 1 (2023)       | -              | -             |
| إيطاليا  | -               | -              | 2 (2021*،2023) | -             |
| إنجلترا  | -               | -              | 1 (2019)       | -             |
| سويسرا   | -               | -              | -              | 1 (2019)      |
| بلجيكا   | -               | -              | -              | 1 (2021)      |
| ألمانيا  | -               | -              | -              | 1 (2025*)     |

## علاقة البطولة باليورو
تصفيات كاس امم أوروبا مختلفة تماما عن دوري الأمم الأوربية.
حيث يتاهل من التصفيات 20 فريق من اصل 24 فريق حيث ان اربع الفرق الباقية تتاهل عن طريق الملحق من بطولة دوري الامم الأوربية.
وسيتنافس على المقاعد الـ4 الشاغرة 16 منتخباً من دوري الأمم الأوروبية، عن طريق ما سُمي بالتصفيات النهائية (بلاي اوف).
«التصفيات النهائية» هذه ستكون عبارة عن 4 مجموعات، كل مجموعة مكونة من 4 منتخبات هم أبطال المجموعات من نفس الدرجة. بمعنى آخر، يتاهل متصدر كل مجموعة من مستوى "1" إلى المرحلة التأهيلية (الملحق) حيث تتواجه المنتخبات ذات التصنيف الواحد بطريقة خروج المغلوب في مباراتي نصف نهائي والامر ذاته ينطبق على المستويات 2 , 3 , 4.
المباراتان النصف النهائيتان مقررتان سلفاً حسب تصنيف المنتخبات المتأهلة أوروبيا، وستكون كالآتي
- - المنتخب الأعلى تصنيفاً × المنتخب صاحب التصنيف الرابع
  - المنتخب الثاني تصنيفاً × المنتخب صاحب ثالث أفضل تصنيف

على ان يتواجه المنتخبان الفائزان في المباراة النهائية التي تمنح مقعداً في نهائيات اليورو.
أما في حال كان متصدر مجموعة ما ضمن تأهله مسبقاً إلى يورو 2020 عن طريق التصفيات النظامية فإن وصيفه في المجموعة يشارك في مرحلة الملحق وهكذا دواليك.
أما في حال كانت جميع منتخبات مجموعة ما متأهلة مسبقاُ، فإن الاختيار يذهب للمجموعة التالية مباشرة...ويستضيف مباراة خروج المغلوب بين منتخبين من نفس المستوى، المنتخب صاحب التصنيف الأفضل في الاتحاد الأوروبي، اما المباراة النهائية الفاصلة المؤهلة إلى اليورو فيتم اختيار مستضيفها بالقرعة.

## الجوائز
|                     | الجوائز بالمليون يورو |
| ------------------- | --------------------- |
| البطل               | 4.5                   |
| الوصيف              | 3.5                   |
| الثالث              | 2.5                   |
| الرابع              | 1.5                   |
| المشاركة في البطولة | 1.5                   |

## أداء المنتخب حسب الموسم
- صعد
- - ثبت
- هبط
- ت – تأهل لنهائيات دوري الأمم الأوروبية القادمة
- – يستضيف نهائيات دوري الأمم الأوروبية

| المنتخب          | 2018–19 | 2018–19 | 2018–19 | 2020–21 | 2020–21 | 2020–21 |
| المنتخب          | مفتاح   | ترتيب   | ص/هـ    | مفتاح   | ترتيب   | ص/هـ    |
| ---------------- | ------- | ------- | ------- | ------- | ------- | ------- |
| ألبانيا          | ج       | 34      | -       | ج       |         |         |
| أندورا           | د       | 53      | -       | د       |         |         |
| أرمينيا          | د       | 45      | Rise    | ج       |         |         |
| النمسا           | ب       | 18      | -       | ب       |         |         |
| أذربيجان         | د       | 46      | Rise    | ج       |         |         |
| بيلاروس          | د       | 43      | Rise    | ج       |         |         |
| بلجيكا           | أ       | 5       | -       | أ       |         |         |
| البوسنة والهرسك  | ب       | 13      | Rise    | أ       |         |         |
| بلغاريا          | ج       | 29      | Rise    | ب       |         |         |
| كرواتيا          | أ       | 9       | -       | أ       |         |         |
| قبرص             | ج       | 36      | -       | ج       |         |         |
| جمهورية التشيك   | ب       | 20      | -       | ب       |         |         |
| الدنمارك         | ب       | 15      | Rise    | أ       |         |         |
| إنجلترا          | أ       | ت       | -       | أ       |         |         |
| إستونيا          | ج       | 37      | -       | ج       |         |         |
| جزر فارو         | د       | 50      | -       | د       |         |         |
| فنلندا           | ج       | 28      | Rise    | ب       |         |         |
| فرنسا            | أ       | 6       | -       | أ       |         |         |
| جورجيا           | د       | 40      | Rise    | ج       |         |         |
| ألمانيا          | أ       | 11      | -       | أ       |         |         |
| جبل طارق         | د       | 49      | -       | د       |         |         |
| اليونان          | ج       | 33      | -       | ج       |         |         |
| المجر            | ج       | 31      | Rise    | ب       |         |         |
| آيسلندا          | أ       | 12      | -       | أ       |         |         |
| إسرائيل          | ج       | 30      | Rise    | ب       |         |         |
| إيطاليا          | أ       | 8       | -       | أ       |         |         |
| كازاخستان        | د       | 47      | Rise    | ج       |         |         |
| كوسوفو           | د       | 42      | Rise    | ج       |         |         |
| لاتفيا           | د       | 51      | -       | د       |         |         |
| ليختنشتاين       | د       | 52      | -       | د       |         |         |
| ليتوانيا         | ج       | 39      | -       | د       |         |         |
| لوكسمبورغ        | د       | 44      | Rise    | ج       |         |         |
| مقدونيا          | د       | 41      | Rise    | ج       |         |         |
| مالطا            | د       | 54      | -       | د       |         |         |
| مولدوفا          | د       | 48      | Rise    | ج       |         |         |
| الجبل الأسود     | ج       | 35      | -       | ج       |         |         |
| هولندا           | أ       | ت       | -       | أ       |         |         |
| أيرلندا الشمالية | ب       | 24      | -       | ب       |         |         |
| النرويج          | ج       | 26      | Rise    | ب       |         |         |
| بولندا           | أ       | 10      | -       | أ       |         |         |
| البرتغال         | أ       | ت       | -       | أ       |         |         |
| جمهورية أيرلندا  | ب       | 23      | -       | ب       |         |         |
| رومانيا          | ج       | 32      | Rise    | ب       |         |         |
| روسيا            | ب       | 17      | -       | ب       |         |         |
| سان مارينو       | د       | 55      | -       | د       |         |         |
| إسكتلندا         | ج       | 25      | Rise    | ب       |         |         |
| صربيا            | ج       | 27      | Rise    | ب       |         |         |
| سلوفاكيا         | ب       | 21      | -       | ب       |         |         |
| سلوفينيا         | ج       | 38      | -       | ج       |         |         |
| إسبانيا          | أ       | 7       | -       | أ       |         |         |
| السويد           | ب       | 16      | Rise    | أ       |         |         |
| سويسرا           | أ       | ت       | -       | أ       |         |         |
| تركيا            | ب       | 22      | -       | ب       |         |         |
| أوكرانيا         | ب       | 14      | Rise    | أ       |         |         |
| ويلز             | ب       | 19      | -       | ب       |         |         |

## وصلات خارجية
- الموقع الرسمي